# Buthus elmoutaouakili
Espèce
Buthus elmoutaouakili est une espèce de scorpions de la famille des Buthidae.

## Distribution
Cette espèce est endémique du Souss-Massa au Maroc. Elle se rencontre vers Aït Baha.

## Description
Le mâle holotype mesure 51,6 mm.

## Étymologie
Cette espèce est nommée en l'honneur de Bouchaib Elmoutaouakil.

## Publication originale
- Lourenço & Qi, 2006 : « A new species of Buthus Leach, 1815 from Morocco (Scorpiones, Buthidae). » Entomologische Mitteilungen aus dem Zoologischen Museum Hamburg, vol. 14, no 173, p. 287-292 (texte intégral).